# Yakki Famirie
Yakki Famirie is een Nederlandse kasekogroep uit Rotterdam met leden van Surinaamse afkomst.

## Achtergrond
Yakki Famirie werd in 1987 in Rotterdam opgericht en is de opvolger van het Surinaamse kaseko-orkest Latinos. Aan de beginjaren stond de groep onder leiding van Dennis Tiendari ,de zanger oprichter, bandleider en de groep zich richtte op een mix van de Surinaamse stijlen aleke en kaseko, met daarnaast invloeden uit de latin, kawina en winti. Hieruit ontstond een strakke en opzwepende dansmuziek waarin een belangrijke plaats was weggelegd voor koperblazers en skratjie (bastrom)-ritmes. Daarnaast was de kenmerkende Acuaanse vraag-en-antwoord-zang te horen.
Tot 1992 trad de groep vooral nog op bruiloften en partijen op. Er werden cd's en cassettes uitgebracht waarvan er enkele duizenden werden verkocht. In 1993 werkte ze mee aan de cd-compilatie Switi (Hot! Kaseko Music) die werd uitgebracht door de Stichting Popmuziek Nederland. In 1994 en 1995 stond de groep op de Antilliaanse Feesten.
Aan het begin van 1999 bracht de groep Gowtu uit bij het platenlabel World Connection. De cd werd geproduceerd door de Cubaanse bandleider Manolito Simonet waardoor die muziek Cubaans aandoet. De groep wordt op de cd als speciale gasten versterkt door de artiesten Denise Jannah, Gerardo Rosales (percussie) en Re-Play en er zijn ook enkele Surinaamse klassiekers te horen, zoals Blaka rosoe van Lieve Hugo en Faluma van Sisa Agi (Ai Sa Si). De cd werd opgemerkt door de pers wat de groep een optreden opleverde tijdens het North Sea Jazz Festival. Het jaar erna gaf ze onder meer optredens tijdens het Mixt Racism Beat It-festival, het Bevrijdingsfestival in Amsterdam en Rock Ternat in Wambeek (België).
In 2008 kwam de groep met de cd Back In Time: Asentele. Nog voordat de cd op de markt kwam, kwam illegaal een release uit van de werkopnames met de titel The Yakky's Live. In 2009 was de groep te zien bij het Tropenmuseum tijdens de Amsterdam Museumnacht. In 2018 trad de groep nog tijdens het Kwaku festival

## Albums
- 1986/87: ‘’Soso Kolluko’’
- 1987 : ‘’ Un’N’e Wandel Moro” ( single)

1991 : ‘’ Yakki Famiri 220’’(Maxi single)
1993 : ‘’ Yakki Famirie Concentratie’’( CD Album) 
1993 ‘’ Switie/A Dia Dia’’(Compilatie SPN) 
1997 :’’ Yakki Famirie’’ Again &Again ( CD Album) 
- 1999: Gowtu’’ CD album
- 2008: Back In Time: Asentele